# Pavieasia yunnanensis
Pavieasia yunnanensis är en kinesträdsväxtart som beskrevs av Hsien Shui Lo. Pavieasia yunnanensis ingår i släktet Pavieasia och familjen kinesträdsväxter. Inga underarter finns listade i Catalogue of Life.